# Jewish Women International
Jewish Women International (JWI) es una organización de servicio social judío-estadounidense fundada en 1897 por mujeres judías estadounidenses asociadas con B'nai B'rith, una organización judía internacional de servicio social.
La misión de la organización se describe como trabajar para empoderar a mujeres y niñas de todos los orígenes, garantizando su seguridad, salud, derechos y protección. El grupo sostiene que está inspirado en un legado de liderazgo femenino y valores judíos. El grupo cita el valor judío de Tikún Olam ("Reparar el Mundo") como principio judío rector de la organización.
Una prioridad para el grupo es la prevención de la violencia doméstica. JWI fue la primera organización judía en establecer una conferencia internacional sobre violencia doméstica en la comunidad judía celebrada en 2003. A finales de la década de 1990, la organización estimó que los miembros de la familia en un porcentaje considerable de todos los hogares judíos en los Estados Unidos (estimado entre el 15%  y el 25%) experimentó violencia doméstica. Y que las tasas eran similares en todas las denominaciones judías.
En 2001, el grupo propuso una estrategia a largo plazo para responder y prevenir la violencia doméstica en la comunidad judía. Entre las cuestiones abordadas por el grupo se encuentra la renuencia de las mujeres judías que sufren maltrato a buscar ayuda, o los retrasos en buscarla. Los factores identificados con este problema incluyen la vergüenza, el miedo a resultados desfavorables en la custodia de los hijos y la falta de medios económicos para buscar recursos legales. El término utilizado para describir esta vergüenza es "shonda" (un término en yidis). El grupo señala la cuestión de la falta de conciencia en la comunidad judía y la falta de una condena enérgica por parte de las autoridades rabínicas, lo que puede perpetuar la percepción de que la violencia doméstica no ocurre en la comunidad judía. En 2011, la periodista de CNN Dana Bash renunció como administradora de JWI bajo presión por su defensa del derecho al aborto. Varios blogs conservadores habían destacado la posición del grupo sobre el aborto después de que Bash aceptara el puesto de administrador.